# Partido Republicano Nacionalista Vasco
El Partido Republicano Nacionalista Vasco (PRNV) —en euskera Euzkotar Erkal Abertzale Alderdia— fue el primer intento por crear un partido nacionalista vasco en España de corte laico y republicano como alternativa al nacionalismo conservador y católico del Partido Nacionalista Vasco (PNV). Fundado en 1909 por Francisco Ulacia como Partido Nacionalista Liberal Vasco, cambió varias veces de nombre a lo largo de su breve existencia. A partir de enero de 1911 se llamó Partido Republicano Nacionalista Vasco y tomó como modelo a seguir la Unión Federal Nacionalista Republicana, que en mayo de 1910 obtuvo una gran victoria en las elecciones municipales de Cataluña, llegando incluso a utilizar su mismo nombre. En contraposición al lema jeltzale del PNV (Jaungoikoa eta lege zaharra, 'Dios y la ley vieja'), el suyo fue Patria y Libertad.
La fundación de este partido ideológicamente a la izquierda del PNV, se dio en un momento en que la jerarquía católica apoyaba a los derechistas católicos españoles y atacaba duramente al nacionalismo vasco, prohibiendo incluso el bautizo de niños con nombres vascos. Por lo que determinados sectores liberales del nacionalismo vasco, desanimados con el integrismo religioso que dominaba en el PNV, comenzaron a aconsejar a sus seguidores que «arrojaran de sí el peso muerto de la religión y fomentasen las ideas vascas dentro de una política encaminada a la República», tal y como se publicó en el periódico El Liberal el 24 de febrero de 1910.
La inauguración del Centro Nacionalista Republicano Vasco de Bilbao fue motivo de violentos enfrentamientos provocados por los nacionalistas de derecha que quisieron retirar del local el retrato de Sabino Arana que los disidentes habían colocado. El PRNV publicó una revista que se llamó Azkatasuna (Libertad en vascuence) de acuerdo a la ortografía sabiniana. En el Archivo Municipal de Tolosa se conservan al menos cinco números de esta revista.
Junto a Francisco Ulacia y Pedro Sarasqueta, quien fue nombrado «presidente de honor» y renunció alegando que los títulos honorarios eran incompatibles con la historia vasca, otros miembros destacados de este grupo fueron Segundo Ispizua, Francisco Zubitarte y Víctor Gabirondo.
Estuvo localizado principalmente en San Sebastián y se disolvió en 1913, después de haber considerado la opción de fusionarse con el Partido Reformista de Melquíades Álvarez. Se le considera como un claro precedente de Acción Nacionalista Vasca (EAE-ANV), primer partido nacionalista vasco de izquierdas.